# List z Tell el-Amarna (EA 23)

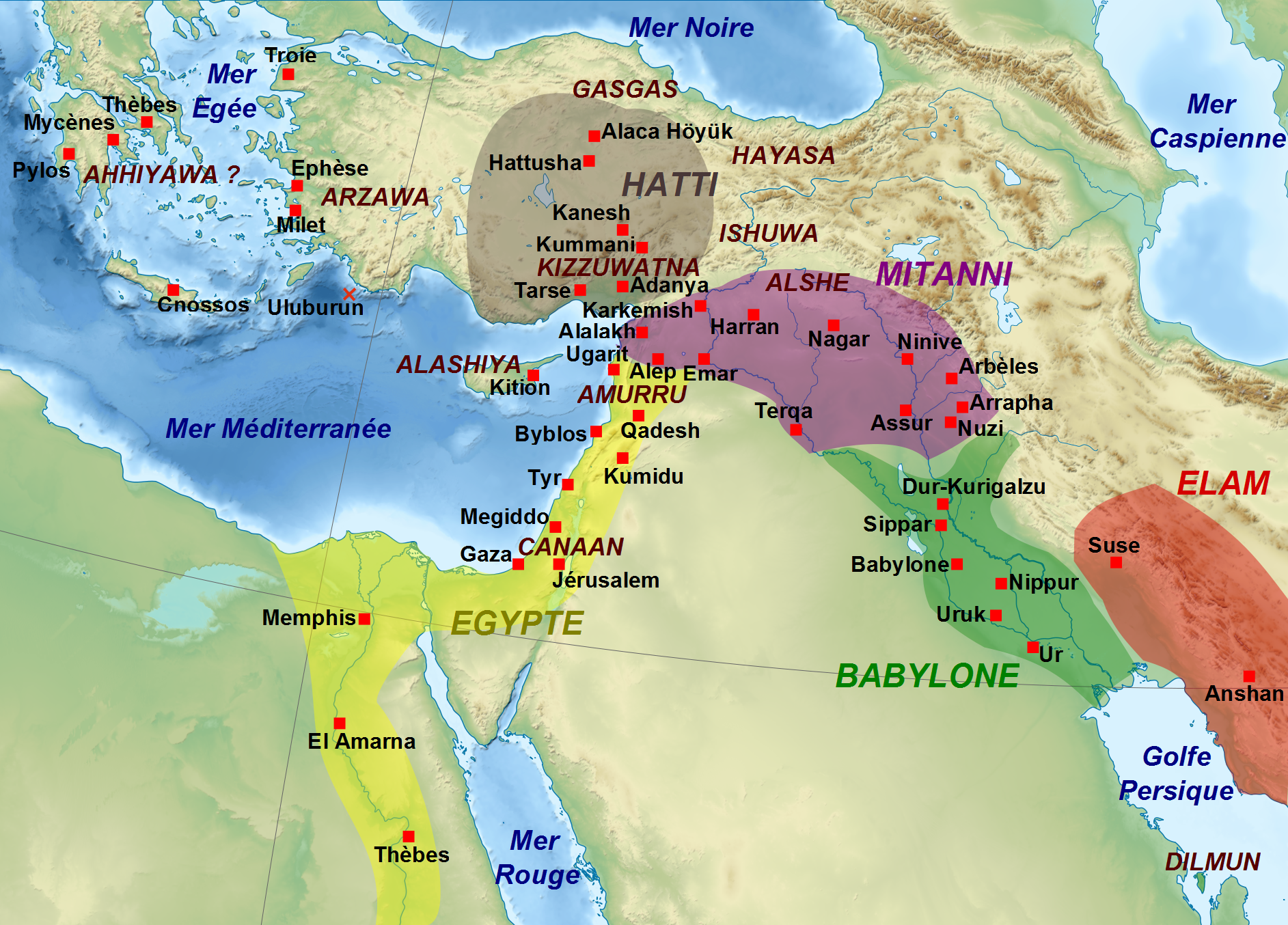
Mapa starożytnego Bliskiego Wschodu w 1 połowie XIV w. p.n.e. (początek korespondencji amarneńskiej)

List z Tell el-Amarna (EA 23) – jeden z 382 znanych dokumentów z korpusu tekstów amarneńskich odkrytych w 1887 roku w Tell el-Amarna w Egipcie i zawierających korespondencję dyplomatyczną faraonów Amenhotepa III (1390–1352 p.n.e.) i Echnatona (1352–1336 p.n.e.). 
W korpusie tym, zgodnie z numeracją wprowadzoną w 1907 roku przez Jørgena Alexandra Knudtzona, list ten zajmuje 23 miejsce z przypisaną sygnaturą EA 23 (skrót EA od nazwy stanowiska el-Amarna). Wysłany on został przez mitannijskiego króla Tuszrattę do faraona Amenhotepa III i dotyczy „wizyty” posągu bogini Isztar z Niniwy w Egipcie. Obecnie znajduje się w ekspozycji stałej w British Museum (Room 55: Mesopotamia).

## Opis
List EA 23 jest jednym z dziewięciu odkrytych w Tell el-Amarna listów Tuszratty do Amenhotepa III (w korpusie od EA 17 do EA 25). Pod względem chronologicznym jest on na pewno późniejszy od listu EA 17 (nawiązanie kontaktów dyplomatycznych pomiędzy władcami), listów EA 19-21 (negocjacje w sprawie małżeństwa Tadu-Heby, córki Tuszratty, z Amenhotepem III) oraz listu EA 22 (lista darów weselnych wysłanych wraz z Tadu-Hebą faraonowi).
List EA 23 napisany został pismem klinowym w języku akadyjskim na czworokątnej, niewielkiej glinianej tabliczce. Język akadyjski był w owym czasie oficjalnym językiem dyplomacji na terenie całego starożytnego Bliskiego Wschodu. Tekst akadyjski (32 linijki) pokrywa całą przednią stronę tabliczki (wiersze 1–21), a także górę i środek strony tylnej (wiersze 22–32). Na stronie tylnej, w jej części dolnej, oryginalnie niezapisanej, widnieje krótki (trzy linijki), zapisany czarnym tuszem w piśmie hieratycznym tekst „archiwizujący”. Został on dodany najprawdopodobniej wtedy, gdy tabliczka znalazła się w archiwum królewskim.
Treść listu dotyczy „wizyty” posągu niniwickiej bogini Isztar (występującej pod huryckim imieniem Szauszka) w Egipcie. Odbiorca listu, faraon Amenhotep III, występuje w liście pod imieniem Nimmureja (zniekształcone egip. Neb-Maat-Re – jeden z tytułów Amenhotepa III). Tuszratta nazywa faraona swym „bratem” – tytułem sugerującym równość obu władców. List zaczyna się od życzeń pomyślności dla faraona, jego rodziny (w tym Tadu-Heby, córki Tuszratty, która stała się jedną z małżonek faraona) i całego kraju. Następnie Tuszratta informuje Amenhotepa III, iż bogini Isztar z Niniwy zapragnęła odwiedzić Egipt i zgodnie z tym życzeniem wysłał on jej posąg do Egiptu. Prosi jednocześnie faraona, by ten przyjął posąg z wielkimi honorami, a następnie odesłał go bezpiecznie z powrotem. W liście znajduje się wzmianka, iż tego rodzaju „wizyta” miała już miejsce wcześniej, za panowania Szuttarny II, ojca Tuszratty.
| Transliteracja tekstu klinowego | Tłumaczenie treści listu |
| --- | --- |
| (1) a-na mni-im-mu-ri-ia LUGAL KUR mi-iṣ-ri-i (2) ŠEŠ-ia ḫa-ta-ni-ia ša a-ra-ʾa-a-mu (3) u3 ša i-ra-ʾa-a-ma-an-ni qi2-bi2-ma (4) um-ma mtu3-uš-rat-ta LUGAL mi-i-ta-an-ni (5) ša i-ra-ʾa-a-mu-ka e-mu-ka-ma (6) a-na ia-ši šul-mu a-na ka-a-ša lu-u2 šul-mu (7) a-na E2-ka a-na fta-a-du4-ḫe2-ba2 DUMU.MI2-ia (8) a-na DAM-ka ša ta-ra-ʾa-a-mu lu-u2 šul-mu (9) a-na DAM-ka a-na DUMU.MEŠ-ka a-na LU2.MEŠ.GAL-ka (10) a-na GIŠ.GIGIR.MEŠ-ka a-na ANŠE.KUR.RA.MEŠ-ka (11) a-na ERIN2.MEŠ-ka a-na KUR-ka u3 a-na (12) mim-mu-ka dan-niš22 dan-niš2 dan-niš2 lu-u2 šul-mu | (1) „Nimmureji, królowi Egiptu, (2) bratu memu, którego kocham (3) i który kocha mnie, tak powiedz: (4) Tak (mówi) Tuszratta, król Mitanni, (5) który kocha Ciebie, twój teść. (6) U mnie wszystko idzie dobrze. Oby Tobie wszystko szło dobrze. (7) Oby Twemu domowi, Tadu-Hebie, mej córce, (8) a Twej żonie, którą kochasz, wszystko szło dobrze. (9) Oby Twym żonom, Twym synom, Twym arystokratom, (10) Twym rydwanom, Twym koniom, (11) Twym żołnierzom, Twemu krajowi (12) i wszystkiemu innemu co Twoje wszystko szło bardzo, bardzo dobrze! |
| (13) um-ma dINANNA ša URU ni-i-na-a NIN.KUR.KUR (14) gab2-bi-i-ši-na-ma a-na KUR mi-iṣ-ri-i (15) i-na KUR ša a-ra-ʾa-a-mu lu-ul-lik-ma-me (16) lu-us-sa3-ḫe2-er-me a-nu-um-ma i-na-an-na (17) ul-te-e-bil2-ma it-tal-ka | (13) Tak (mówi) Szauszka z Niniwy, Pani Krajów. (14) Do Egiptu, (15) kraju, który kocham, pragnę pójść (16) a następnie powrócić. Gdy wysyłam Ci ten list, (17) Ona jest już w drodze. |
| (18) a-nu-um-ma i-na ter-ṣi a-bi-ia-ma (19) DINGIR?-IŠ?-BE/nu-tu4 i-na KUR ša-a-ši it-tal-ka (20) [u3] ki-i-me-e i-na pa-na-a-nu-um-ma (21) it-ta-šab-ma uk-te-eb-bi-du-ši (22) u3 i-na-an-na ŠEŠ-ia a-na 10-šu (23) UGU ša pa-na-a-nu li-ge-eb-bi-is-si (24) ŠEŠ-ia li-ge-eb-bi-is-su2 i-na ḫa-de-e (25) li-meš3-šer3-šu-ma li-du-u-ra | (18) Za czasów mego ojca (19) Ona do kraju Twego przybyła, (20) [i} jak przy innych okazjach (21) przebywała w nim i została godnie uhonorowana. (22) Bracie mój, po dziesięciokroć (23) bardziej godnie ją uhonoruj! (24) Bracie mój uhonoruj ją! Pozwól jej (25) powrócić, gdy będzie miała na to ochotę. |
| (26) dINANNA NIN ša-me-e ŠEŠ-ia u3 ia-ši (27) li-iṣ-ṣur-an-na-ši 1 me li-im MU.MEŠ (28) u3 ḫe2-du-ta ra-bi-ta NIN-ni5 (29) a-na ki-la-a-al-li-ni li-id-din-an-na-ši-ma (30) u3 ki-i ta-a-bi i ni-pu-uš | (26) Niechaj Szauszka, Pani Niebios, Ciebie, mój bracie, i mnie (27) chroni przez sto tysięcy lat!' (28) Niechaj nasza Pani (29) zagwarantuje nam obu wielką radość, (30) abyśmy traktowali się (zawsze) jak przyjaciele. |
| (31) dINANNA a-na ia-ši-ma-a i-li (32) u3 a-na ŠEŠ-ia la-a il-šu | (31) Bo czyż Szauszka jest tylko moją Panią? (32) Być może jest Ona też Panią mego brata?” |

Dopisek egipskiego skryby w piśmie hieratycznym:
„[...] rok 36, w czwartym miesiącu zimy, pierwszego dnia. Król przebywa w południowym mieście, w Per Hai”